# Легализация проституции в Российской империи

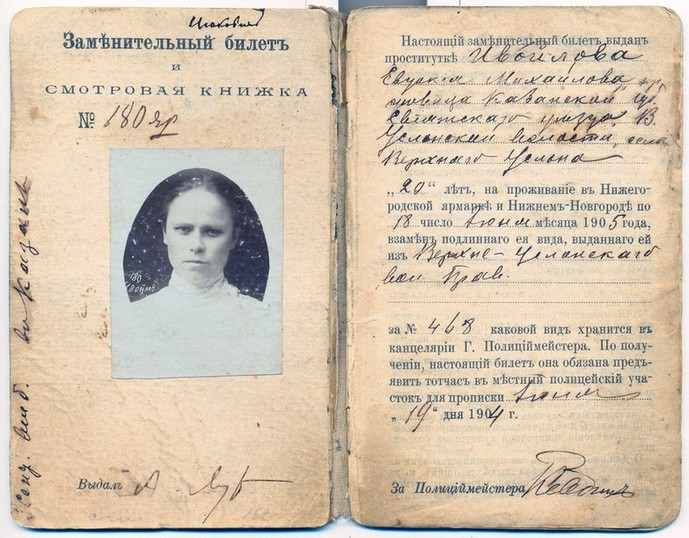
Заменительный билет проститутки на право работать на Нижегородской ярмарке

Легализация проституции в Российской империи — с 1843 по 1917 годы проституция в Российской империи была легальна.
В первой половине XIX века, несмотря на запреты, нелегальная проституция процветала, наблюдалось широкое распространение венерических заболеваний. Инициатором первых шагов по легализации проституции в Российской империи был министр внутренних дел граф Лев Алексеевич Перовский. Суть этих шагов заключалась во введении санитарного и полицейского надзора над проститутками и в освобождении от наказания самих проституток и содержательниц публичных домов (при условии соблюдения определённых правил и ограничений), но без законодательного признания этой деятельности законной.
В 1843—1845 гг. в Санкт-Петербурге, Москве, Вильне, Риге и на Нижегородской ярмарке были учреждены врачебно-полицейские комитеты, которые ставили проституток на государственный учёт. На основании утвержденных 19 мая 1844 года Министерством внутренних дел особых правил для публичных женщин и содержательниц борделей, комитет изымал ранее выданный паспорт и выдавал вместо него «заменительный билет» (получивший в народе неофициальное название «жёлтый билет»), на страницах которого были напечатаны правила для содержания домов терпимости, возрастные ограничения для проституток — только с 16 лет, для содержательниц публичных домов — только с 35 до 60 лет, а также регламент мест размещения борделей — не ближе 150 саженей (320 метров) от церквей, училищ, школ. 
Далее страниц следовал вложенный «Медицинский билет», содержащий отметки врача, а также отметки об уплате госпошлины.
Введённое в 1845 году «Уложение о наказаниях уголовных и исправительных» сохранило наказания как за сводничество, так и за само «обращение непотребства в ремесло» (статья 1287, арест до трёх месяцев), однако ряд негласных распоряжений в последующие годы делал исключение для тех, кто подчинялся правилам врачебно-полицейского надзора. 6 апреля 1853 года это было подтверждено решением Государственного совета и резолюцией императора, которые также остались неопубликованными.

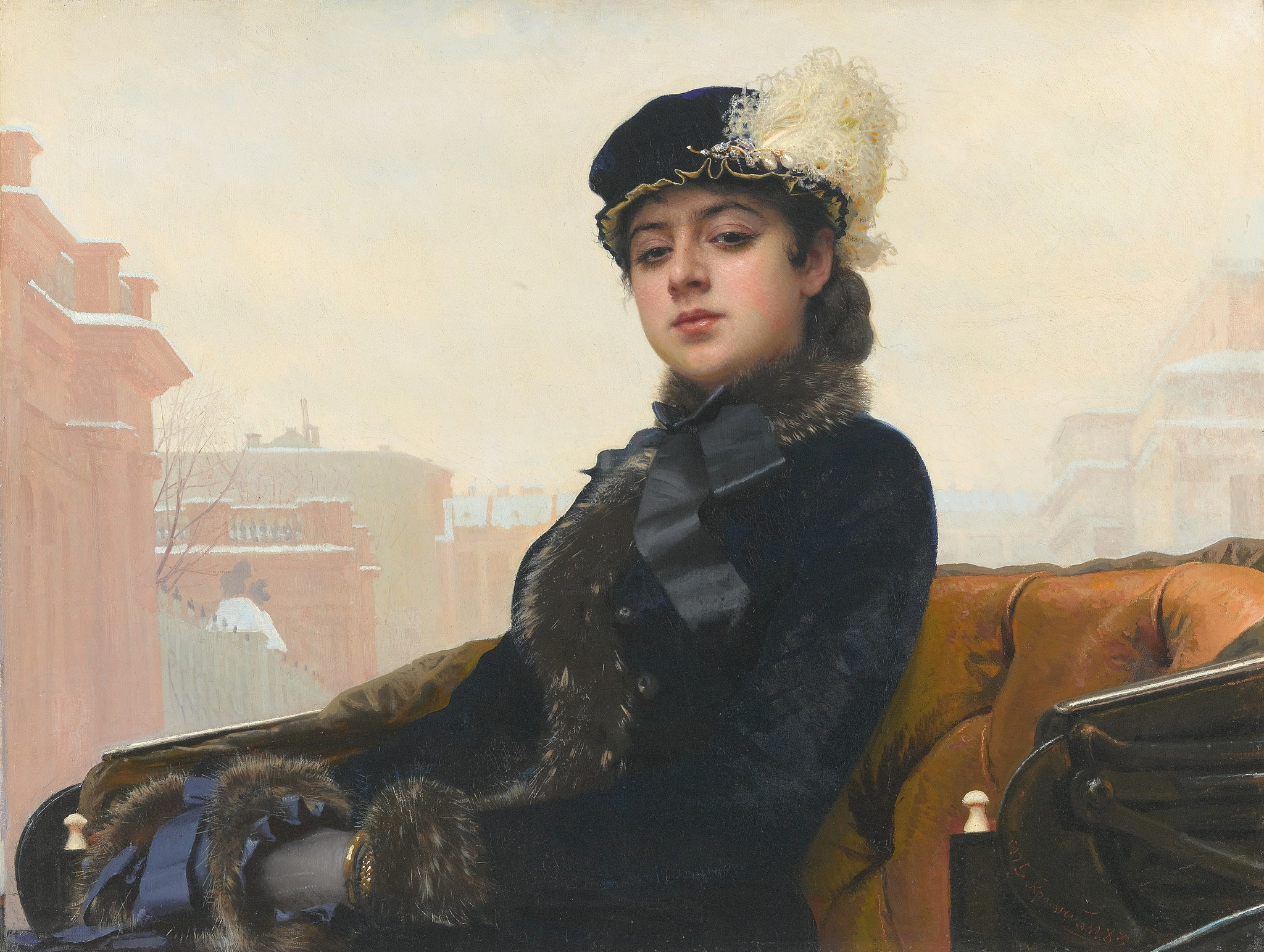
Иван Крамской. «Неизвестная», 1883 г. По одной из версий, на полотне изображена «камелия» в поиске нового покровителя.

Окончательно условная легализация проституции была закреплена в 1864 году — статьёй 44 «Уложения о наказаниях, налагаемых мировыми судьями», исключавшей наказание за проституцию на условиях подчинения врачебно-полицейскому контролю.
Согласно «Архиву судебной медицины», в период с 1853 по 1867 гг. количество зарегистрированных проституток в Петербурге увеличилось на 20 %, в то время как население возросло всего лишь на 6 %. Работницы происходили из четырёх сословных групп: жёны и дочери мещан, солдат, крестьян и выходцев из дворянской среды. В каждой группе в 1868 году проституток было соответственно 508, 492, 658 и 55.

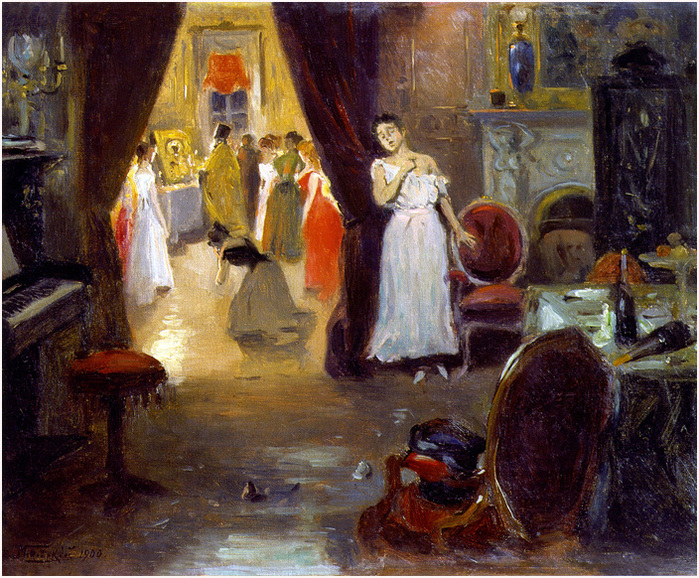
Владимир Маковский. «Освящение публичного дома», 1900 г.

С 1880-х гг. контроль над проституцией в некоторых городах частично или почти полностью передавался в ведение органов городского самоуправления.
В 1901 году в России было зарегистрировано 2400 публичных домов, в которых работало свыше 15000 женщин.
Вышедшее 8 октября 1903 года Положение об организации надзора за городской проституцией упорядочило требования к надзорным структурам, а также повысило минимальный возраст для занятия индивидуальной проституцией до 18 лет, а в домах терпимости — до 21 года (впервые это повышение было введено очередным циркуляром МВД в 1901 году).

## Общественное мнение
Женское движение, особенно в XX в., последовательно выступало против государственной регламентации проституции. Программы первых женских партий, появившихся после 1905 г. — Союза равноправности женщин и Женской прогрессивной партии — содержали требования отмены врачебно-полицейского надзора за проституцией, как унижающего человеческое достоинство женщин. Законопроекты об отмене регламентации и закрытии домов терпимости были внесены в Государственную Думу Женской прогрессивной партией в 1909 г. и Лигой равноправия женщин — в 1913 г. 
21–25 апреля 1910 г. прошёл Первый Всероссийский съезд по борьбе с торгом женщинами, организованный Российским обществом защиты женщин. На съезде присутствовали не только женские организации, но и представители Министерства внутренних дел, иностранных дел, юстиции, торговли и промышленности. На съезде состоялась дискуссия «аболиционистов» и «регламентистов», т. е. противников и сторонников регламентации проституции. «Регламентисты» были представлены Врачебно-полицейским комитетом, рассматривавшим проституцию исключительно с гигиенической точки зрения и доказывавшим, что дома терпимости помогают контролировать распространение венерических заболеваний. Женские организации выступали с аболиционистских позиций.
Феминистки подняли на съезде проблему «двойной морали» по отношению к мужчинам и женщинам и неравенства прав и ответственности проституток и их клиентов, в частности в вопросе медицинского освидетельствования. Они говорили о том, что единые нормы поведения для мужчин и женщин в сексуальной сфере будут препятствовать распространению проституции. Были озвучены предложения о равном медицинском освидетельствовании для клиентов и работниц домов терпимости, а также о полной отмене государственной регуляции проституции. Участницы съезда говорили об экономических факторах распространения проституции и о том, что справиться с ним могут повышение уровня жизни трудящихся классов, образование и охрана женского труда. 